# Trillium viridescens
Trillium viridescens е вид пролетно-цъфтящо многогодишно растение от семейство Melanthiaceae. Видът е световно застрашен, със статут Уязвим.

## Разпространение
Видът е разпространен в някои части на Арканзас, Мисури, Оклахома, Канзас, Тексас и Луизиана. Обикновено се среща в широколистни гори и планински вериги, върху глинести и варовити почви.